# Herăstrău-tó
A Herăstrău-tó egy mesterséges tó Bukarest északi részén, a Colentina folyón. Az 1930-as években hozták létre a folyó szabályozásával, a mocsarak lecsapolásával, majd a tó körül alakították ki a Herăstrău parkot (jelenlegi nevén I. Mihály király park). Főként vízi sportokra (evezés, vitorlázás) és hajózásra használják.

## Elnevezése
A Herăstrău név a román fierăstrău (fűrész) szóból származik, ezen elnevezés alapja pedig az, hogy 1686 körül, Șerban Cantacuzino fejedelem idejében a Colentinán (feltételezések szerint a rajta jelenleg átívelő DN1-híd közelében) egy fűrészmalom üzemelt. A név a később kialakult városnegyedre, parkra, sugárútra (Ulița Fierăstrăului, ma Calea Dorobanților) is átvonódott – ezek közül a tó máig megőrizte ezt a nevet.

## Története
A tavas, mocsaras, növényzetben gazdag területet már a 18. század második felében is felkeresték a kikapcsolódni vágyók. Alexandru Ipsilanti fejedelem egy pavilont épített a tópartra felesége számára, aki szeretett csónakázni a tavon. A hely rendezésére azonban másfél évszázadot kellett várni: a mocsarak lecsapolása, a mesterséges tavak (közöttük a Herăstrău) létrehozása csak az 1930-as években történt meg, Nicolae Caranfil mérnök tervei alapján. A tó körül parkot hoztak létre, melynek neve többször változott; 2017 óta I. Mihály román király park (Parcul Regele Mihai I).
Az 1930-as években egy zsilipet is készítettek, amelyen keresztül át lehetett hajózni a Floreasca tóra, azonban csak rövid ideig látta el eredeti rendeltetését, majd egészen a 21. század elejéig pusztán vízleeresztőként szolgált. 2007-ben kijavították, így ismét keresztül lehet hajózni rajta.
A 20. század második felében főként sportolásra használták a tavat, és 32 sportlétesítmény működött itt (evezés, vitorlázás, egyéb vízi sportok). 1990 után azonban 7 hektárnyi területet tisztázatlan körülmények között befektetők szereztek meg, a sportbázisok legtöbbjét lebontották, helyükre vendéglőket, bárokat, parkolókat, villákat építettek.

## Leírása
A Colentina mesterséges tórendszerének része, a Băneasa-tó és a Floreasca-tó között. Felülete 74 (más források szerint 77) hektár, hosszúsága 2,8 kilométer, szélessége 50–1000 méter, mélysége 1–5 méter. A védgátakkal ellátott part hossza 7,4 kilométer (a tó körül haladó sétány 5,92 km). Keleti részén egy zsilipen keresztül kapcsolódik a Floreasca-tóhoz.